# 韩勇
韩勇（1956年10月—），吉林省長春市九台人。吉林大学法律系法律专业毕业，中共中央党校国际政治专业在职研究生学历。中共第十八届中央候补委员；曾任中国人民政治协商会议陕西省委员会主席。

## 生平
1976年加入中国共产党。历任吉林省人民检察院书记员、助理检察员，长春市二道河子区人民检察院副检察长，吉林省人民检察院副处长、处长；榆林市副市长；吉林省松原市人民检察院检察长，吉林省人民检察院副检察长；中共吉林省纪委常委、副书记，省监察厅厅长等职。
2004年7月调任中共新疆维吾尔自治区党委常委、组织部部长。2010年12月，升任中共新疆维吾尔自治区党委副书记、组织部部长。2012年11月当选中国共产党第十八届中央委员会候补委员。2015年4月，兼任新疆生产建设兵团党委书记、政委。
2016年1月，接替马中平任陕西省政协主席、党组书记。2018年1月，当选第十三届全国政协委员。期间，2019年，任中央扫黑除恶第20督导组组长，进驻云南、宁夏等省份，查办孙小果等大案要案。2022年1月，不再担任陕西省政协主席。2022年3月2日，被增补为全国政协人口资源环境委员会副主任。
2023年10月，因涉嫌严重违纪违法，接受中央纪委国家监委纪律审查和监察调查。2024年4月，韩勇涉嫌受贿一案由国家监察委员会调查终结，移送检察机关审查起诉，最高人民检察院依法以涉嫌受贿罪对韩勇作出逮捕决定。8月，韩勇涉嫌受贿一案，由国家监察委员会调查终结，经最高人民检察院依法指定，由广西壮族自治区南宁市人民检察院向南宁市中级人民法院提起公诉。12月12日，南宁市中级人民法院一审公开开庭审理韩勇受贿一案。起诉书显示，韩勇受贿行为的时间跨度达到30年，涉案金额达2.61亿余元人民币。
2025年5月19日，南宁市中级人民法院一审公开宣判，以受贿罪判处韩勇死刑，缓期二年执行，剥夺政治权利终身，并处没收个人全部财产；对其受贿所得财物及孳息依法上缴国库，不足部分，继续追缴。法院认为，韩勇受贿数额特别巨大，造成特别重大损失，应判处死刑，但其犯罪有未遂情节，且有重大立功表现，认罪悔罪，积极退赃，故可不立即执行。